# Gauliga Südbayern 1943/44
Die Gauliga Südbayern 1943/44 war die zweite Spielzeit der Gauliga Südbayern im Fußball. Erneut wurde die Meisterschaft im Rundenturnier mit zehn Teilnehmern ausgetragen. Die Gaumeisterschaft sicherte sich das erste Mal der FC Bayern München mit vier Punkten Vorsprung vor der Kriegsspielgemeinschaft BC/Post Augsburg. Mit dem Sieg qualifizierten sich die Münchener für die deutsche Fußballmeisterschaft 1943/44, bei der die Mannschaft nach einer 1:2-Niederlage nach Verlängerung gegen den VfR Mannheim bereits in der ersten Runde ausschied.
Zur kommenden Spielzeit 1944/45 wurden die beiden bayrischen Gauligen aufgelöst, der Spielbetrieb fand in fünf kleineren Gebieten statt.

## Abschlusstabelle
| Pl. | Verein                     | Sp. | S  | U | N  | Tore    | Quote | Punkte |
| --- | -------------------------- | --- | -- | - | -- | ------- | ----- | ------ |
| 1.  | FC Bayern München          | 18  | 15 | 1 | 2  | 056:150 | 3,73  | 31:50  |
| 2.  | KSG BC/Post Augsburg       | 18  | 13 | 1 | 4  | 056:170 | 3,29  | 27:90  |
| 3.  | TSV 1860 München (M)       | 18  | 11 | 3 | 4  | 054:330 | 1,64  | 25:11  |
| 4.  | Luftwaffen SV Straubing    | 18  | 9  | 4 | 5  | 026:270 | 0,96  | 22:14  |
| 5.  | SSV Jahn Regensburg        | 18  | 7  | 2 | 9  | 034:300 | 1,13  | 16:20  |
| 6.  | FC Wacker München          | 18  | 7  | 2 | 9  | 030:330 | 0,91  | 16:20  |
| 7.  | KSG MTV/VfB Ingolstadt (N) | 18  | 6  | 3 | 9  | 038:570 | 0,67  | 15:21  |
| 8.  | TSV Schwaben Augsburg      | 18  | 6  | 2 | 10 | 022:350 | 0,63  | 14:22  |
| 9.  | TSV Pfersee Augsburg (N)   | 18  | 3  | 2 | 13 | 020:520 | 0,38  | 08:28  |
| 10. | TSG Augsburg 85            | 18  | 3  | 0 | 15 | 024:610 | 0,39  | 06:30  |

| (M) | Titelverteidiger                       |
| (N) | Aufsteiger aus der Bezirksliga 1942/43 |